# Martirio di San Giorgio
Martirio di San Giorgio è un dipinto del pittore Paolo Veronese realizzato come pala d'altare maggiore per la chiesa di San Giorgio in Braida di Verona. Raffigura il santo titolare della chiesa San Giorgio martire.

## Storia
La tela venne realizzata nel 1566 quando il Veronese, oramai stabilitosi a Venezia, si trovava a Verona, sua città natale, per sposare Elena Badile, figlia del suo maestro Antonio Badile.
Essa presenta alcuni danni dovuti a diversi avvenimenti infausti che la coinvolsero. A quanto racconta nel 1732 l'erudito veronese Scipione Maffei, alcuni anni prima venne deciso di «schiodar la tela del gran quadro di Paolo, che fu poi malamente rimessa». Non sappiamo perché ciò venne fatto e Maffei non ci informa nemmeno sui rimaneggiamenti che il quadro subì successivamente, tuttavia sdegnosamente afferma che tale azione deve «castigarsi come atroce delitto», segno che i lavori risultati furono tutt'altro che felici.
A seguito della Pasque Veronesi in città vi furono una serie di spoliazioni di opere d'arte da parte delle truppe napoleoniche. Stessa sorte toccò al Martirio che, insieme a San Barnaba che guarisce gli ammalati, collocato sempre a San Giorgio in Braida, venne prelevato il 18 maggio per arrivare a Parigi il 6 agosto successivo. Nella capitale francese la tela viene dichiarata "en bon ordre" (in buono stato) nonostante sia stata ripiegata per permettere il viaggio. Caduto Napoleone il dipinto venne preso in consegna dagli austriaci il 27 settembre 1815. Il 15 marzo dell'anno successivo farà ritorno a Verona per essere ricollocato a San Giorgio in Braida ma solo dopo un'opera di restauro dagli esiti incerti.
Nel corso della prima guerra mondiale, per paura di bombardamenti, la tela venne nuovamente staccata per essere conservata a Firenze. Terminato il conflitto fece ritorno a Verona; il trasporto aveva però procurato un'ampia lacerazione ben visibile all'altezza del manto del Santo, per cui il veronese Attilio Motta venne incaricato del restauro. Altri importanti restauri del dipinto furono realizzati nel 1987 e nel 2014.